# البدوي الملثم
يعقوب العودات (1327 هـ - 1391 هـ / 1909 - 1971م) المعروف باسم البدوي الملثم هو أديب أردني، بحَّاثة في تراجم معاصريه وتاريخهم.
هو أبو خالد يعقوب حنا العودات، اتخذ لنفسه لقب «البدوي الملثم» الذي كان يوقع به قصائده ويؤلف تحته كتبه. ولد في مدينة الكرك وتوفي في عمّان في 23 أيلول 1971 جرّاء نوبة قلبية. والده حنا العوات أول رئيس لبلدية الكرك أثناء الحكم العثماني، ووالدته هدبة جابر العودات.

## التعليم
تلقى يعقوب العودات تعليمه الابتدائي في مدرسة الروم الأورثوذكس، وفي مدرسة المعارف، ثم ترك الدراسة بسبب وفاة والده، لكنه عاد والتحق بمدرسة إربد الثانوية. أكمل تعليمه الثانوي عام 1931. كان يعقوب يرغب بإكمال دراسته الجامعية في القانون في جامعة دمشق، لكنه لم يستطع الالتحاق بالجامعة بسبب صعوبة الأحوال المادية.

## مهنته
بعد تخرجه من المدرسة الثانوية، عمل مدرّساً للأدب العربي والتاريخ في عمان[ ؟ ]، ثم انتقل للتدريس في جرش والرمثا لمدة ست سنوات.
بدأ يعقوب بالكتابة ونشر مقالاته عام 1926 في الصحف والمجلات الأردنية والسورية والمصرية مستخدماً أسماء مستعارة كـ «أبو بارود» و «حماد البدوي» و «أبو نظارات» و «نواف» و «فتى مؤاب» و «فتى البادية» وأخيراً استقر على لقب «البدوي الملثم».

## آثاره
له نحو عشرين كتاباً مطبوعاً، منها:
1. «إسلام نابليون» (مقدمة للمطران بولس سليمان) - 1937 م.
2. «القافلة المنسية» - القدس 1940 م.
3. «الناطقون بالضاد في أمريكا الشمالية»: (مترجم عن الإنكليزية) - القدس 1946 م.
4. «أصراع أم تعاون في فلسطين؟» (مترجم عن الإنكليزية) - القدس 1947 م.
5. «شاعر الطيارة فوزي المعلوف» - القاهرة 1948 م.
6. «ديك الجن الحمصي» - القاهرة 1948 م.
7. «الناطقون بالضاد في أمريكا الجنوبية» - (جـ2) - بيروت 1956 م.
8. «الغواني في شعر إبراهيم طوقان» -1957 م.
9. «عرس ومأتم» - سلسلة اقرأ - القاهرة 1959 م.
10. «عرار: شاعر الأردن» - عمّان 1958 م.
11. «الوطن في شعر إبراهيم طوقان» - 1960 م.
12. «البستاني وإلياذة هوميروس» - القاهرة 1963 م.[3]

## وفاته
توفي فجأة في عمَّان يوم الخميس 4 شعبان 1391هـ الموافق 23 سبتمبر 1971م، وهو في تمام صحته وإنتاجه.

## وصلات خارجية
- البدوي الملثم على موقع أرشيف الشارخ